# Villa de los Estanques
La Villa Pallavicino'delle Peschiere se encuentra en Génova, en via San Bartolomeo degli Armeni 5, en la zona de Manin, en un lugar que, en la época de la construcción de la villa, se encontraba fuera de las murallas. Construida alrededor de 1560 por el patricio genovés Tobia Pallavicino como villa suburbana, en el siglo XVII fue incluida dentro del círculo de las Murallas Nuevas y, tras la ampliación del siglo XIX, hoy se encuentra en el centro de la ciudad.

## Historia
La villa fue construida alrededor de 1560 por el rico patricio genovés Tobia Pallavicino, comerciante de alumbre, como residencia suburbana en una posición elevada sobre la ciudad, en una zona que - en el siglo XVI - estaba situada fuera de las murallas.  En el mismo período de construcción de la villa, Tobia Pallavicino encargó también su palacio municipal en la Strada Nuova en construcción, hoy Via Garibaldi, más conocido como Palazzo Carrega Cataldi.
Los diseños de la villa se atribuyen a Galeazzo Alessi, empezando por Raffaele Soprani, aunque éste ya había expresado algunas dudas sobre la autoría del diseño, en particular respecto a " algunas reformas y algunos añadidos " para los que presume la intervención de Giovanni Battista Castello, conocido como il Bergamasco, el arquitecto del palacio de la ciudad contemporánea.
La villa sufrió algunas adaptaciones utilitarias y una restauración general antes de 1846.  El amplio parque fue cortado por la apertura de la Via Peschiera en la segunda mitad del siglo XIX.
Entre los huéspedes de la Villa delle Peschiere se encontraba Charles Dickens, quien dejó testimonio escrito del paisaje de Génova y de la explanada Acquasola desde el parque de la villa. Los Saboya escondieron el Santo Sudario en la Villa cuando los franceses amenazaron con conquistar Turín.

## Descripción
La Villa delle Peschiere marca una maduración respecto a la Villa Giustiniani Cambiaso (Albaro), primera obra segura de Alessi en Génova. El proyecto de Alessio para Villa delle Peschiere resuelve la relación con el jardín mediante dos entradas de igual importancia en ambos lados, creando una continuidad orgánica en el desarrollo de las estancias centrales y en la relación con la escalera. La fachada sur está más ricamente decorada, con una composición geométrica y un suntuoso sistema decorativo de pilastras jónicas y corintias Lesena, con cornisa y balaustrada. Los órdenes arquitectónicos se proyectan en el paisaje del parque, con una serie de terrazas escenográficas y una serie de serlianas que acompañan al visitante en un crescendo triunfal, de abajo a arriba, de la ciudad a la villa.

### Decoración
Los motivos de estuco de las logias y del baño hexagonal, muy de moda en las villas genovesas de la época, fueron realizados por Marcello Sparzo, alumno de Castello. La rica decoración pictórica de la planta noble, conservada casi íntegramente, se atribuye a Semino, con algunas intervenciones de Luca Cambiaso, a quien se atribuye el ciclo pictórico de temas mitológicos en algunas de las salas laterales.

### El parque
El jardín, del que queda un recuerdo en los dibujos de Martin-Pierre Gauthier, está hoy cortado en la parte inferior por la Via Peschiera. Originalmente, el parque era rico en recursos escenográficos y efectos de perspectiva, que configuraban la imagen del jardín con terrazas inclinadas, y del que aún quedan la fachada serliana y la gruta artificial, decorada con mosaicos multimateriales y con cariátides en las jambas. Alrededor de la villa todavía queda una zona llana ajardinada, que conserva una estatua de Gian Giacomo Vansoldo en el centro de la piscina. 

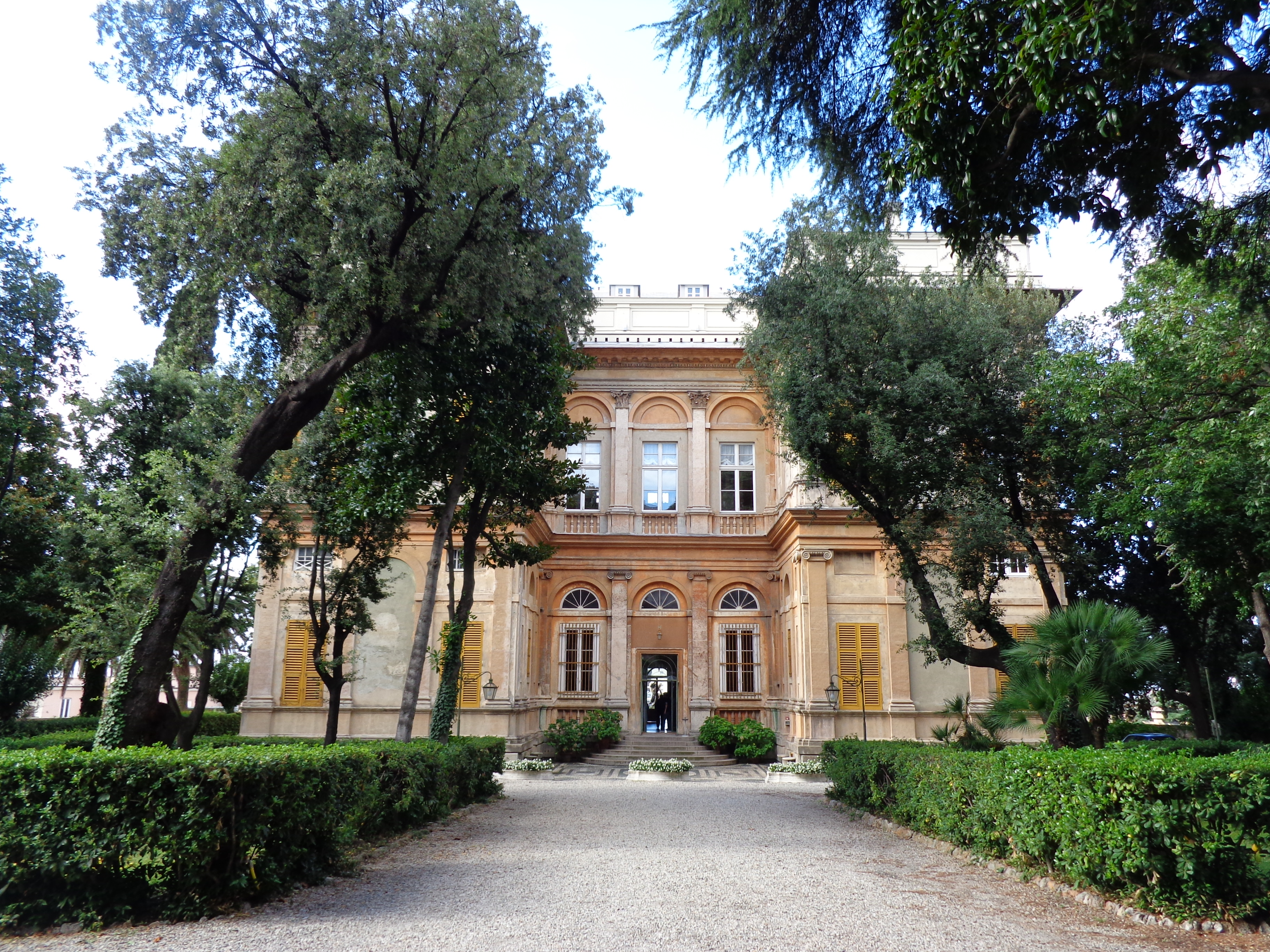
Villa Pallavicino delle Peschiere, fachada norte
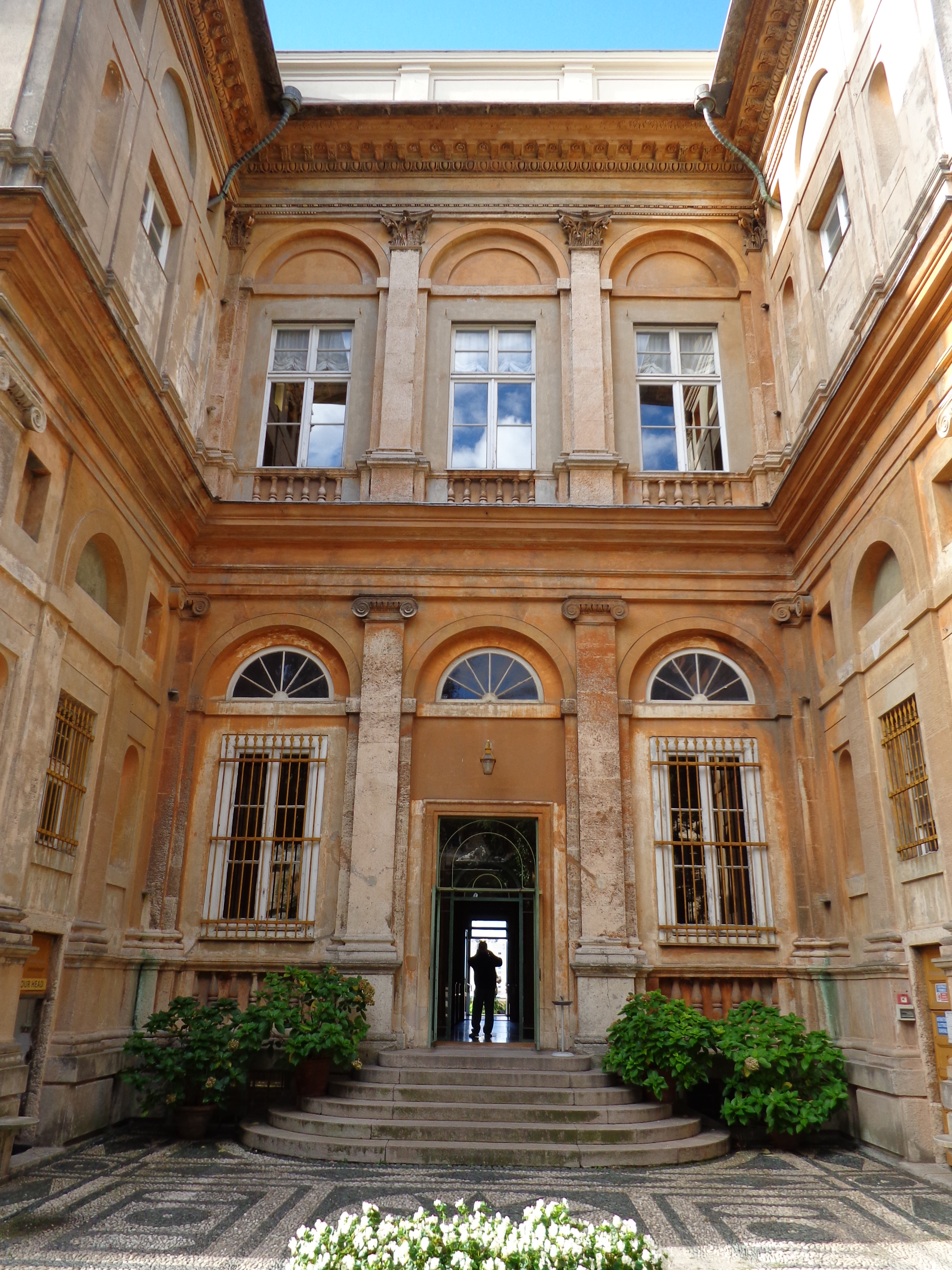
Villa Pallavicino delle Peschiere, fachada norte
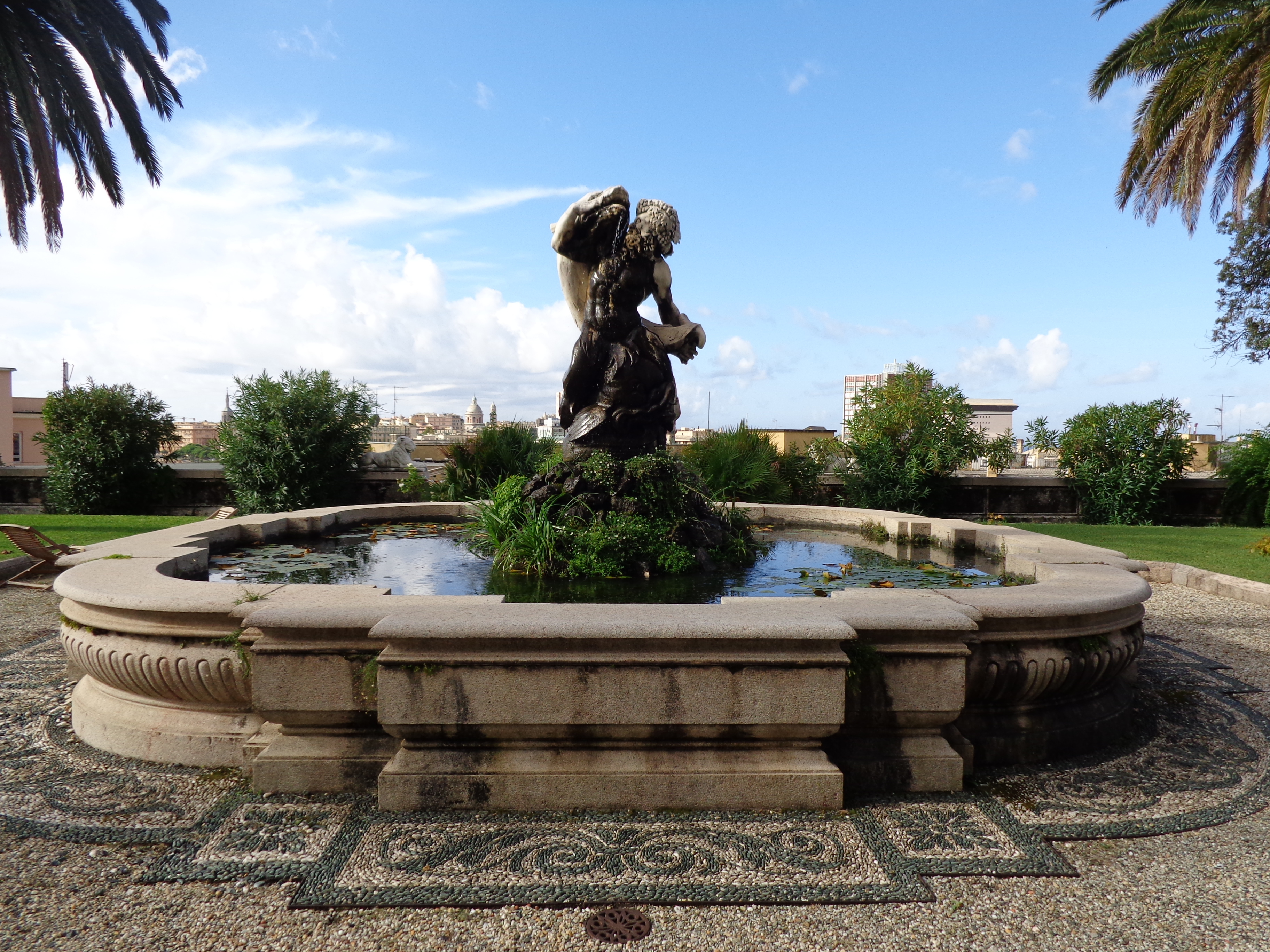
Villa Pallavicino delle Peschiere, fuente
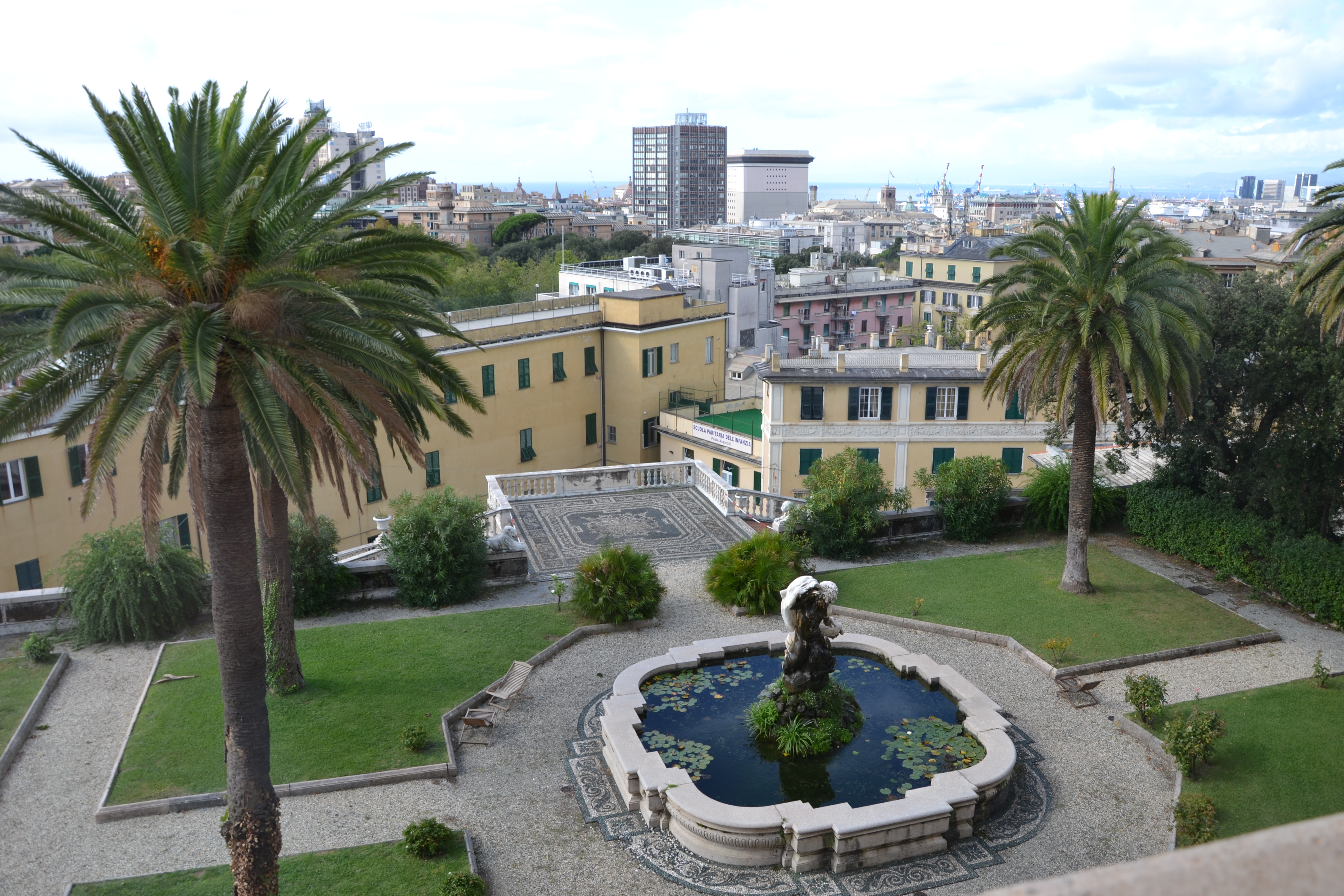
Villa Pallavicino delle Peschiere, fuente y vista al sur
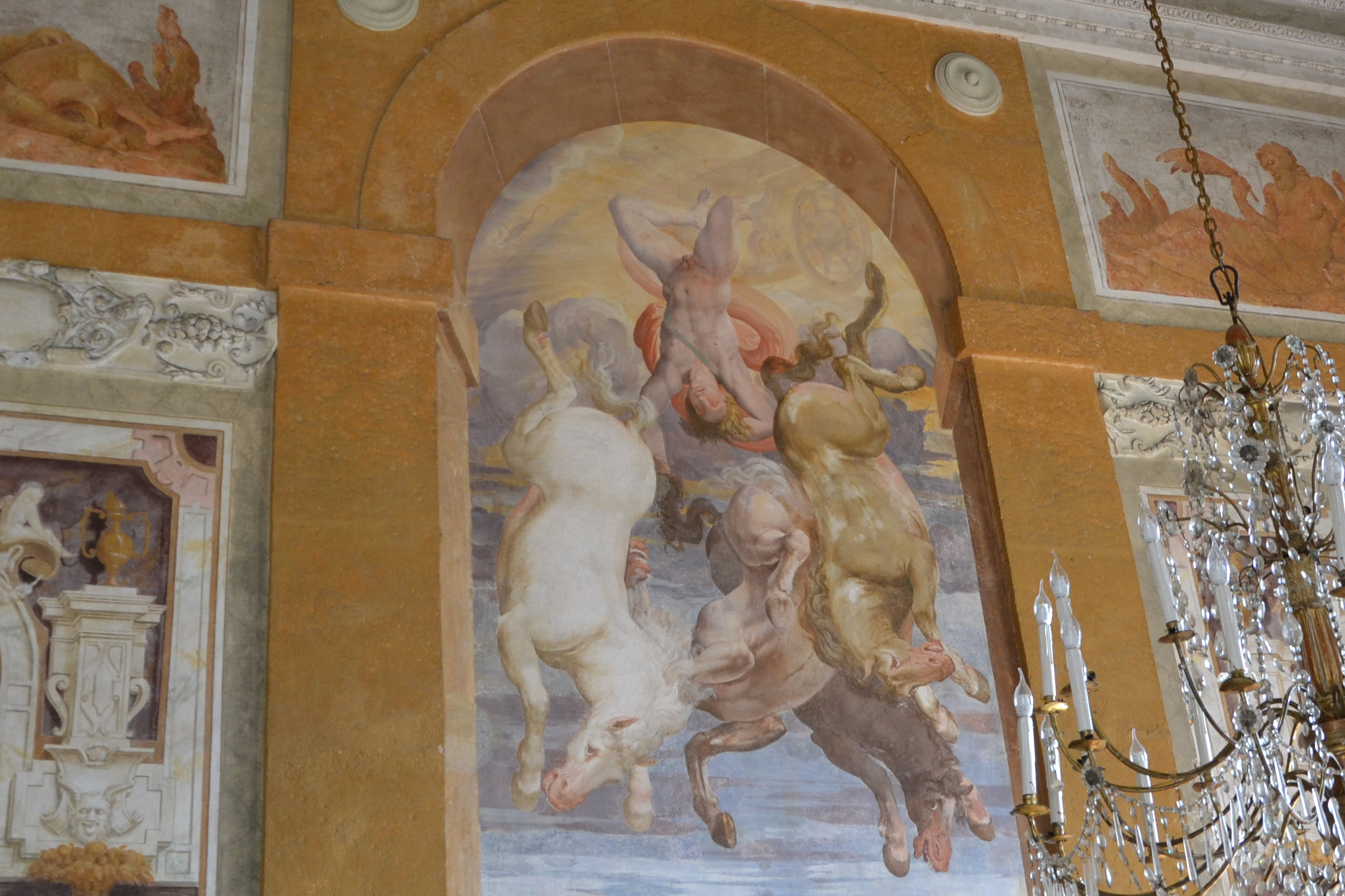
Interior de la Villa Pallavicino delle Peschiere
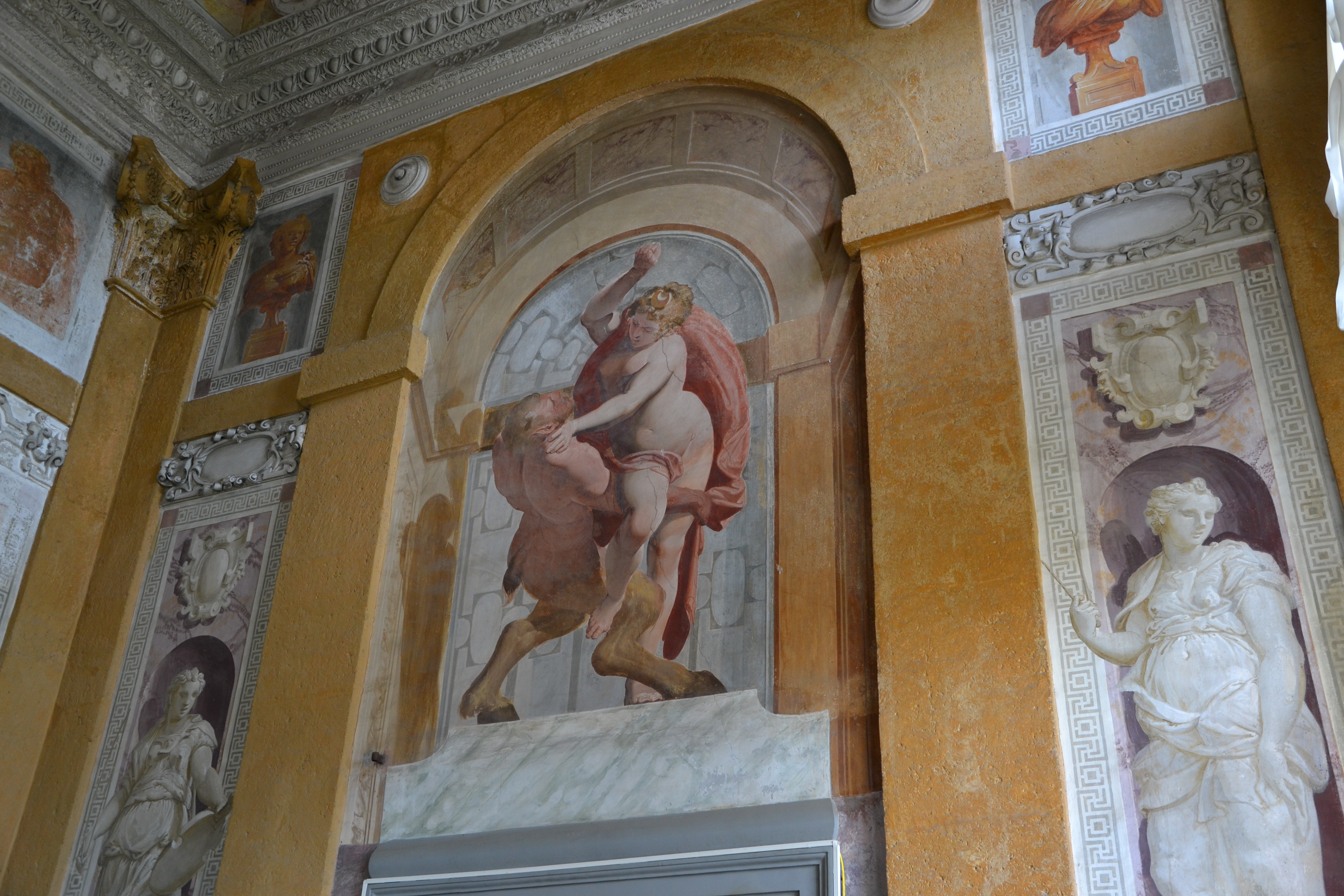
Interior de la Villa Pallavicino delle Peschiere
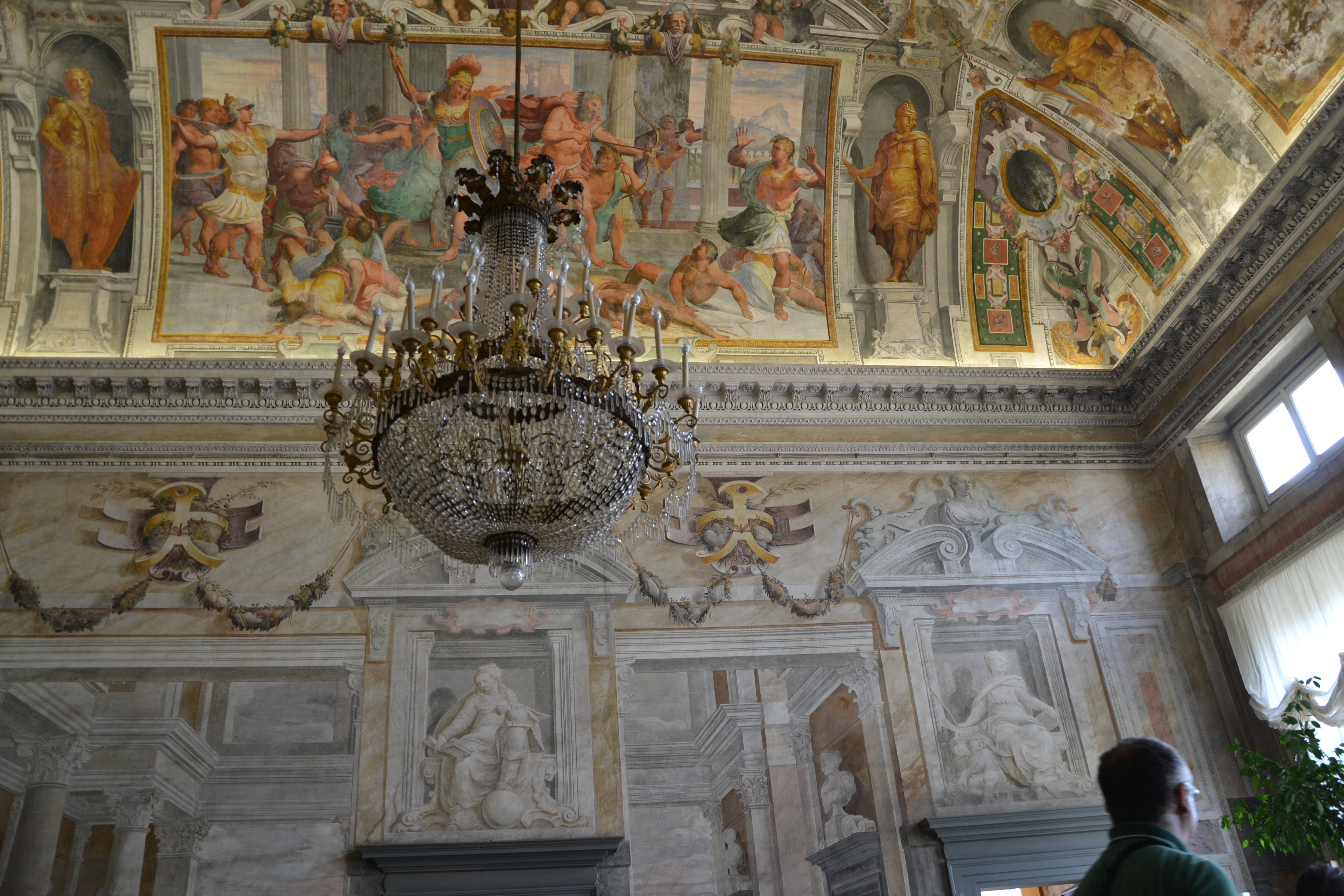
Interior de la Villa Pallavicino delle Peschiere
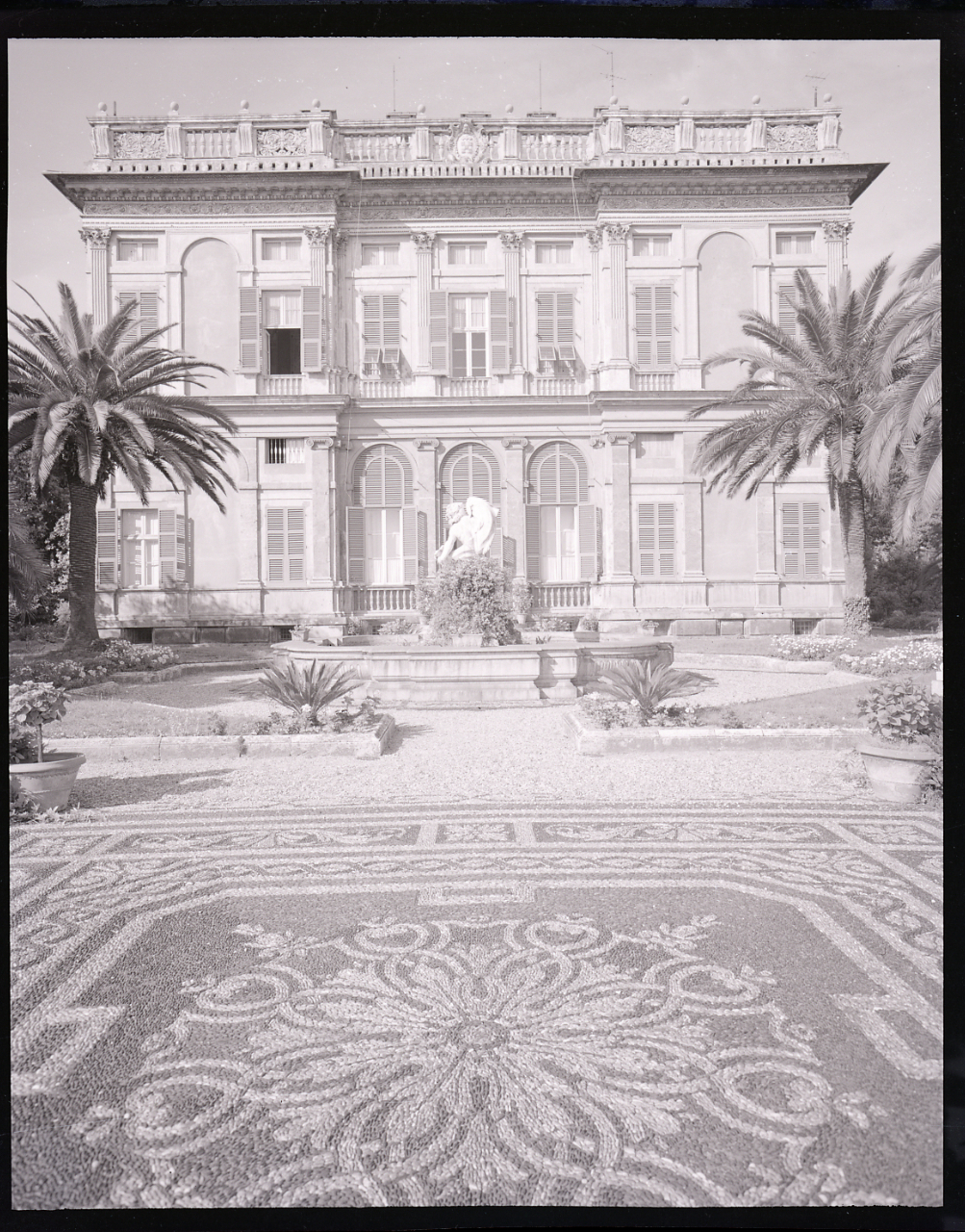
La Villa delle Peschiere en las fotografías de Paolo Monti, 1963
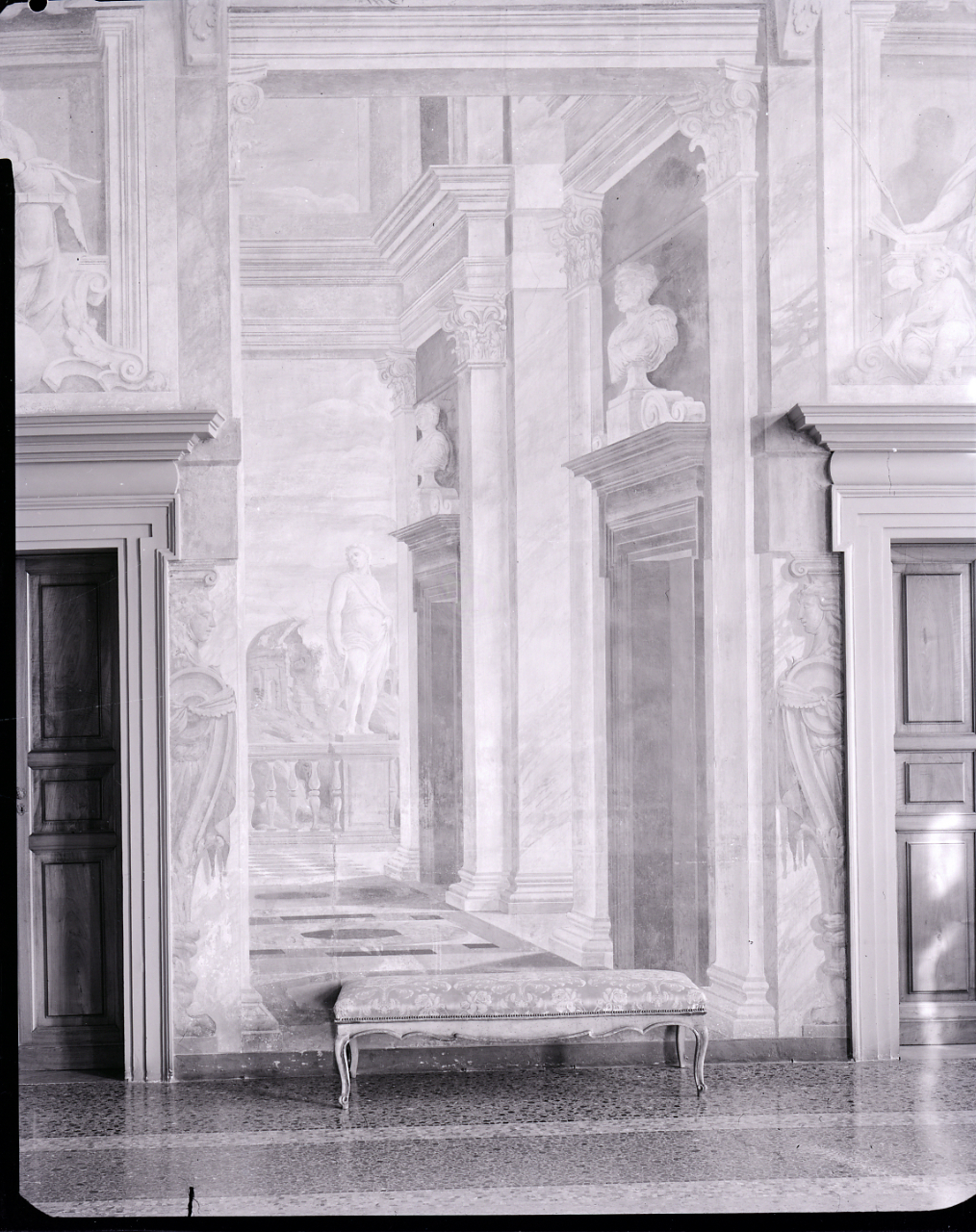
La Villa delle Peschiere en las fotografías de Paolo Monti, 1963
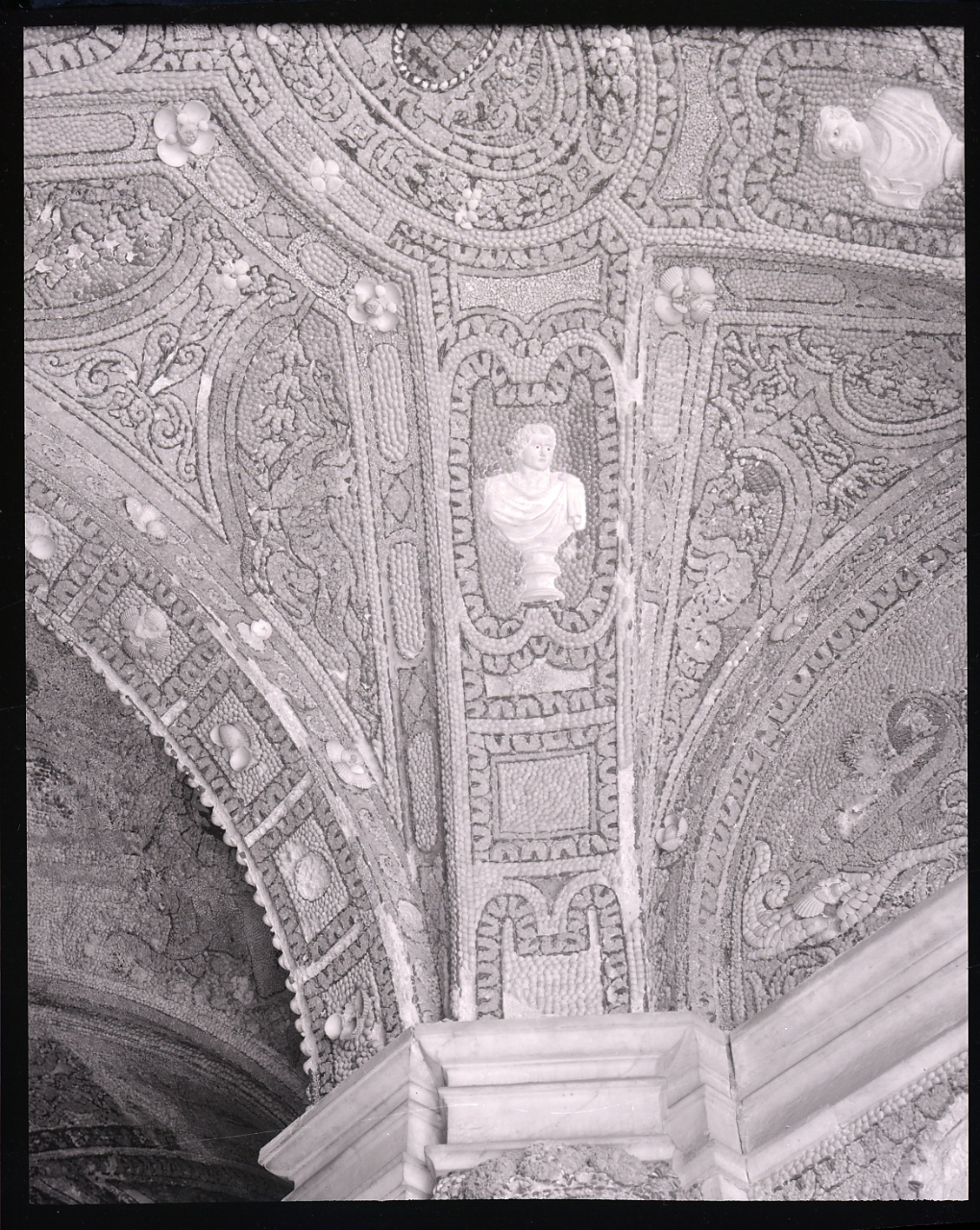
La Villa delle Peschiere en las fotografías de Paolo Monti, 1963
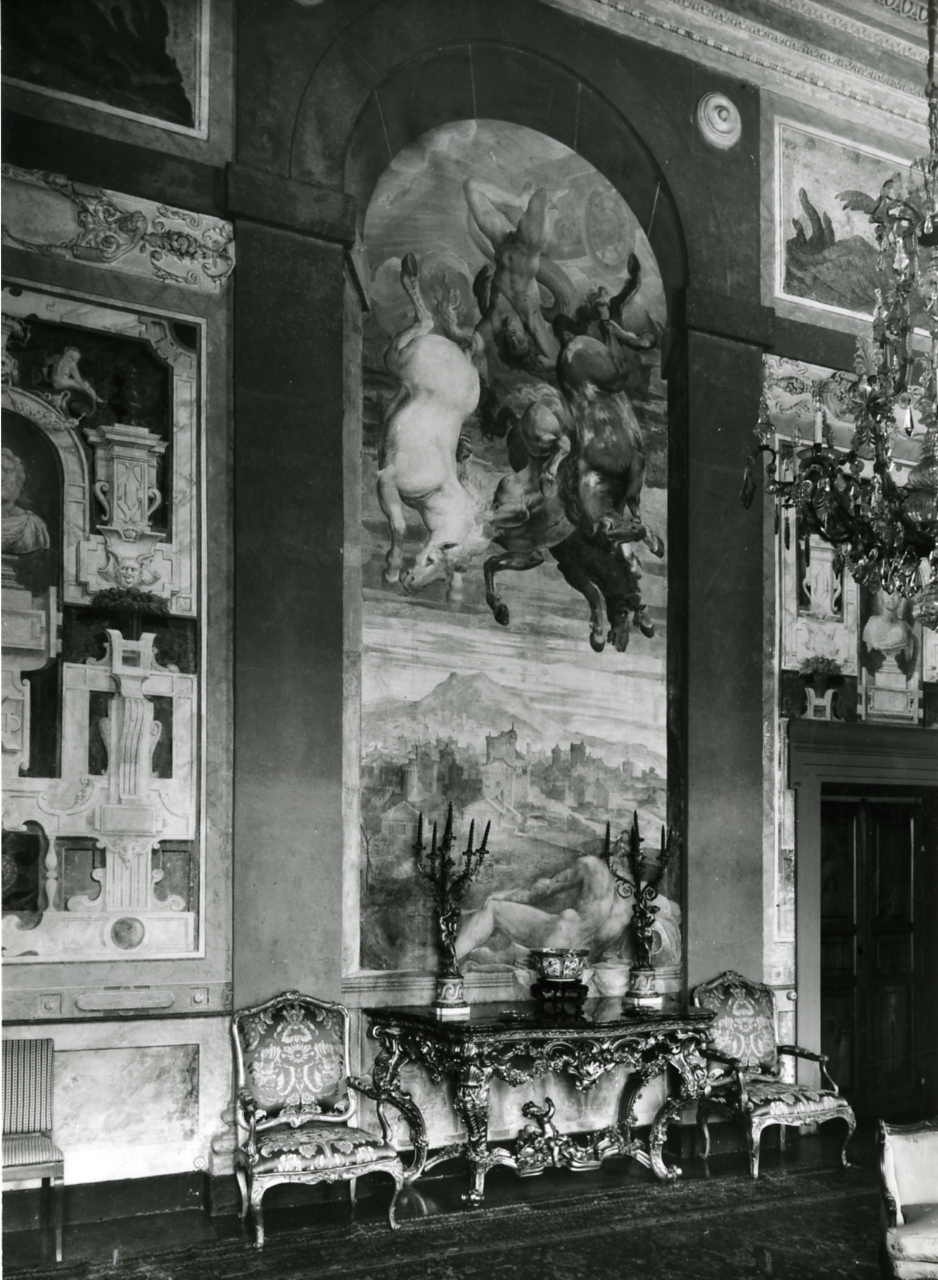
La Villa delle Peschiere en las fotografías de Paolo Monti, 1963
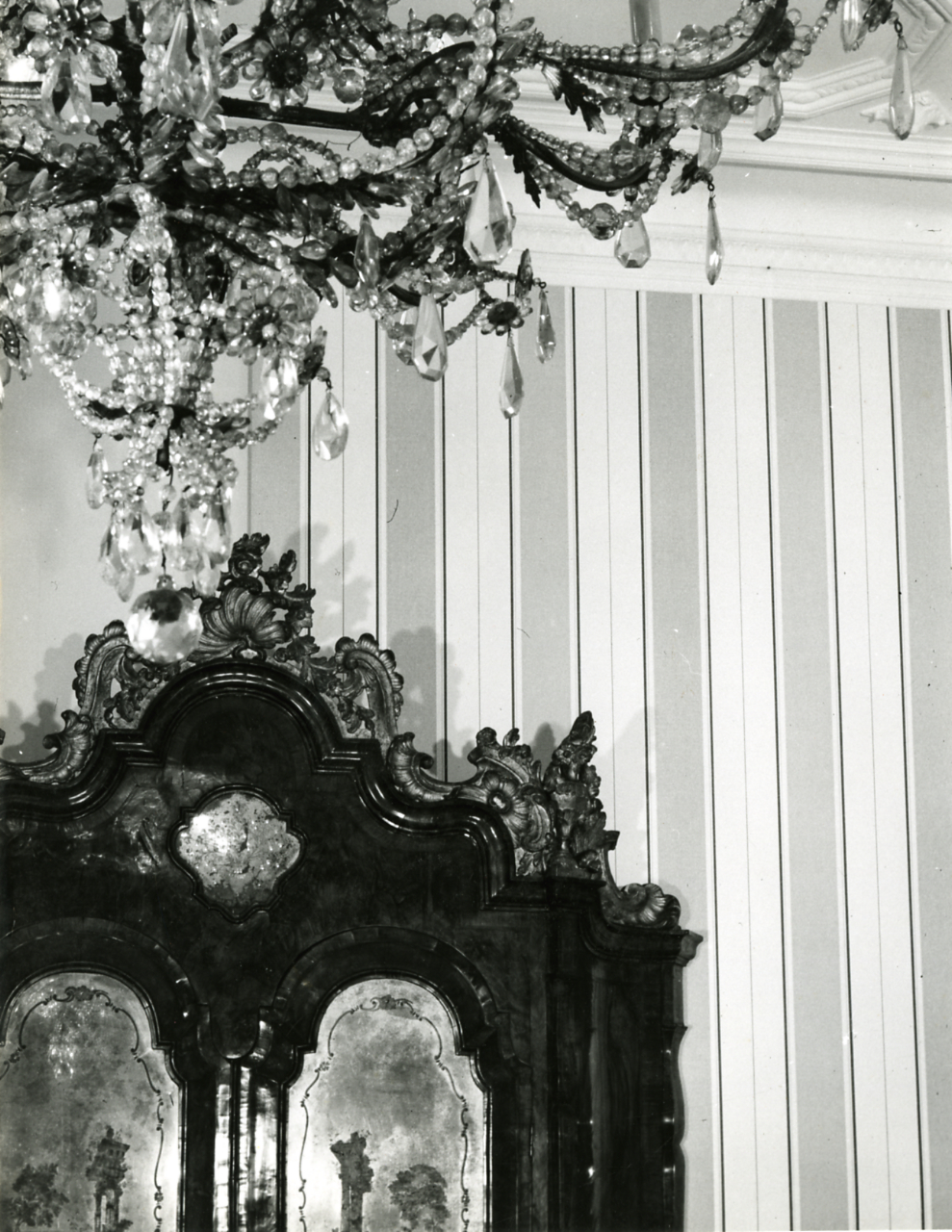
La Villa delle Peschiere en las fotografías de Paolo Monti, 1963
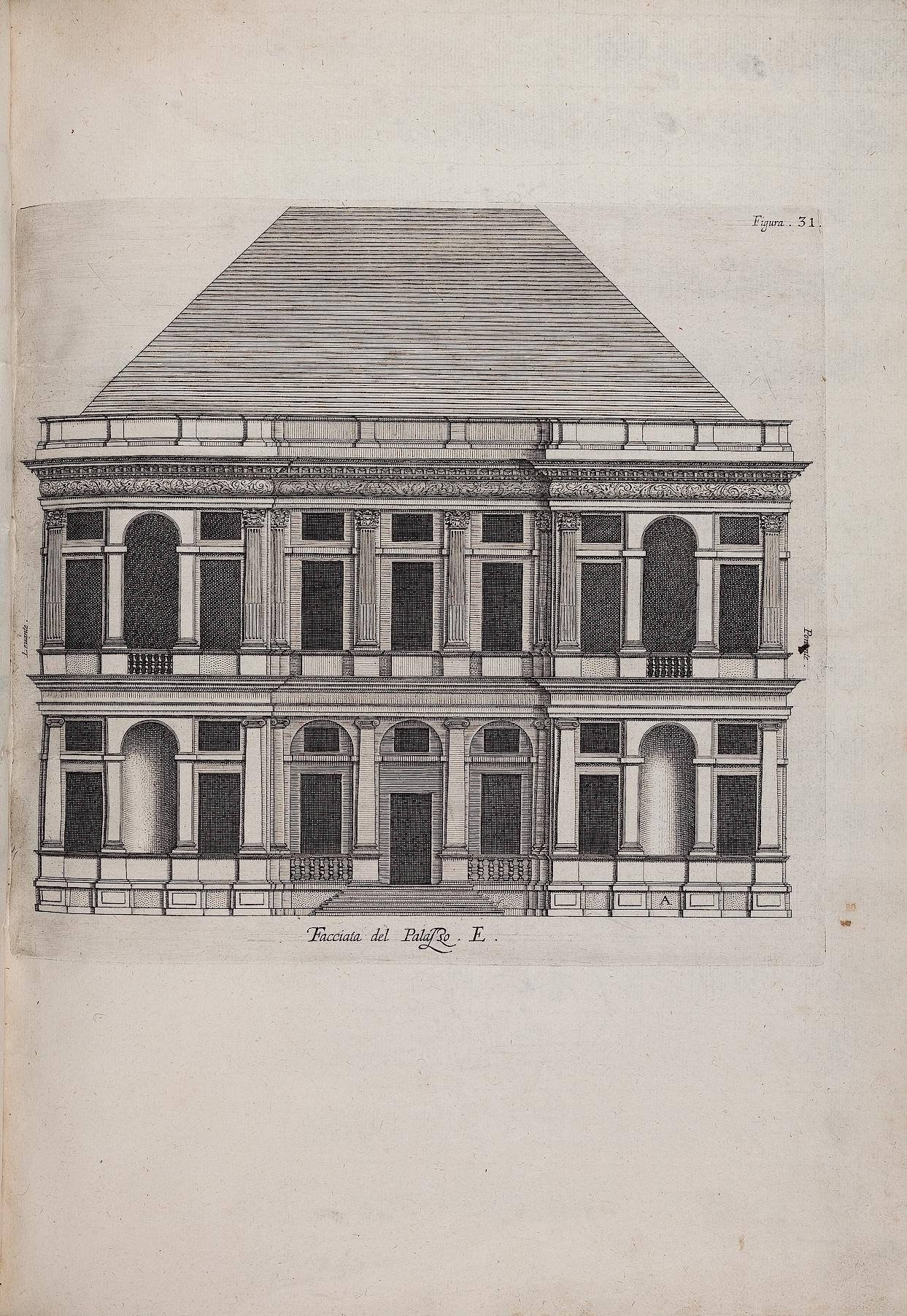
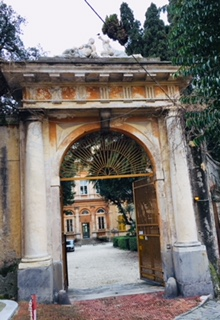
Villa delle Peschiere, portal
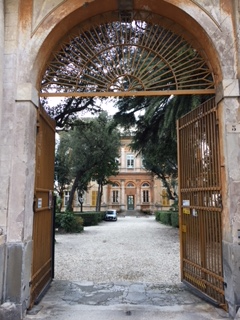
Villa delle Peschiere, portal
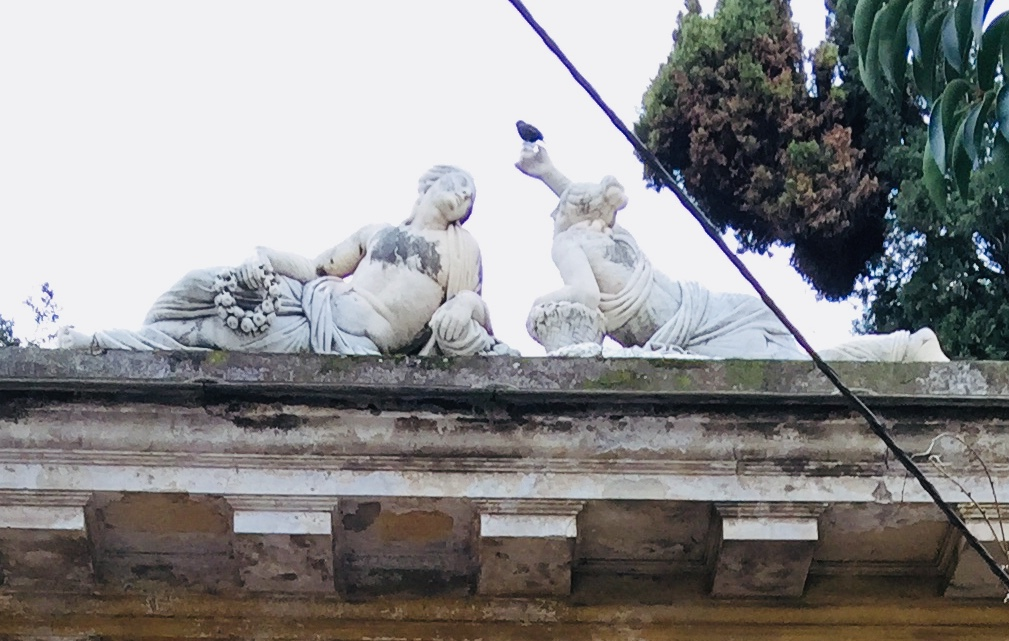
Villa delle Peschiere, portal